# Saint-Servais (Finisterre)
Saint-Servais  (en bretón Sant-Servez-Landivizio) es una población y comuna francesa, situada en la región de Bretaña, departamento de Finisterre, en el distrito de Morlaix y cantón de Landivisiau. 
Se encuentra en el extremo noroeste del país a corta distancia del océano atlántico.

## Demografía
| 501 | 470 | 426 | 568 | 505 | 553 |
| Para los censos de 1962 a 1999 la población legal corresponde a la población sin duplicidades (Fuente: INSEE [Consultar]) |     |     |     |     |     |